# RMJM
RMJM (qui signifie Robert Matthew Johnson Marshall) est un réseau de bureaux d'architecture et du design fondée à Édimbourg au Royaume-Uni en 1956 par Robert Matthew et Stirrat Johnson-Marshall.

## Description
En 1970 Robert Matthew reçoit de la part de la reine d'Angleterre la Médaille d'or royale pour l'architecture pour la promotion de l'architecture.
L'agence RMJM a des bureaux à Dubaï, à Shanghai, à Hong Kong, à Édimbourg, à São Paulo, parmi vingt autres villes. 

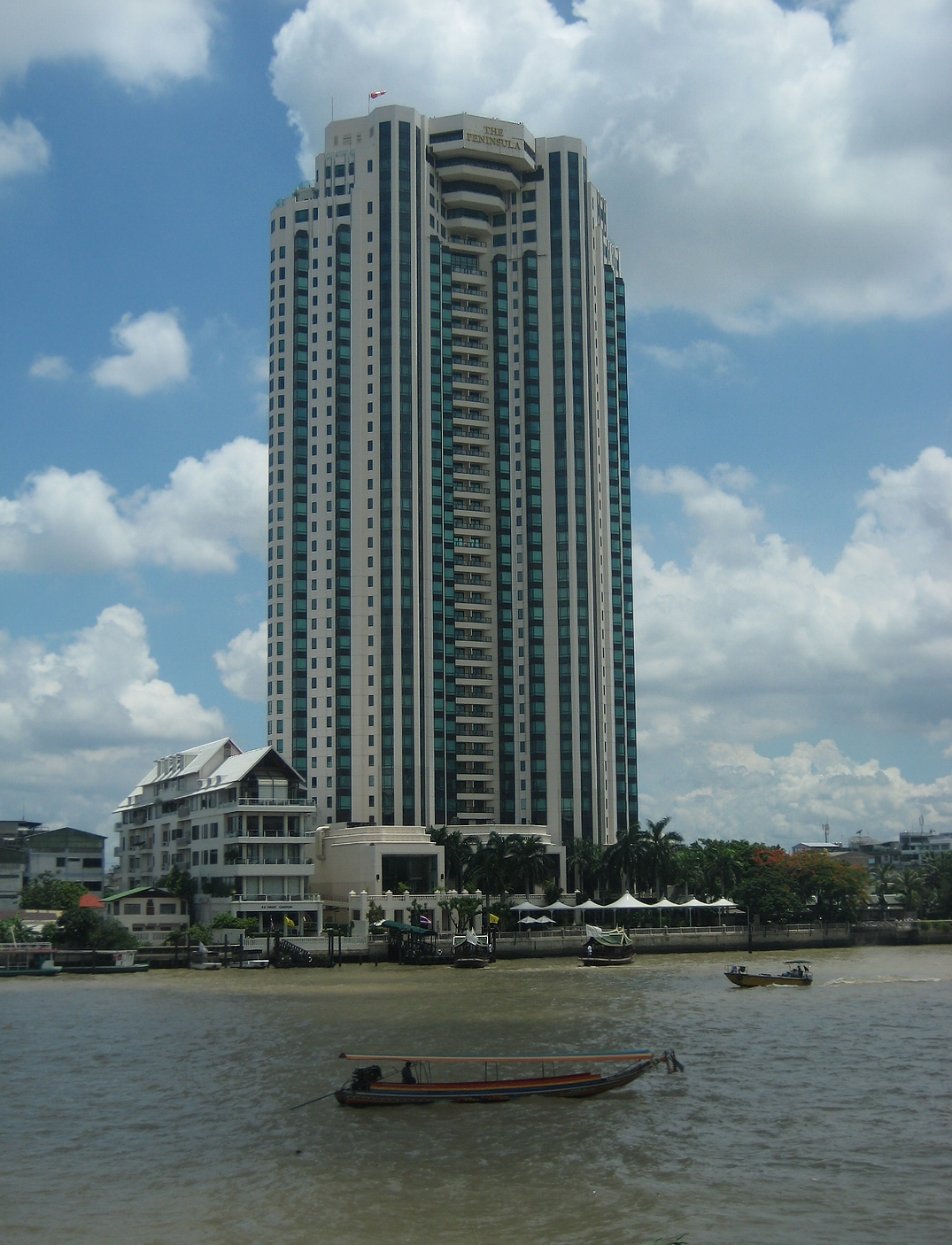
The Peninsula Bangkok Hotel à Bangkok

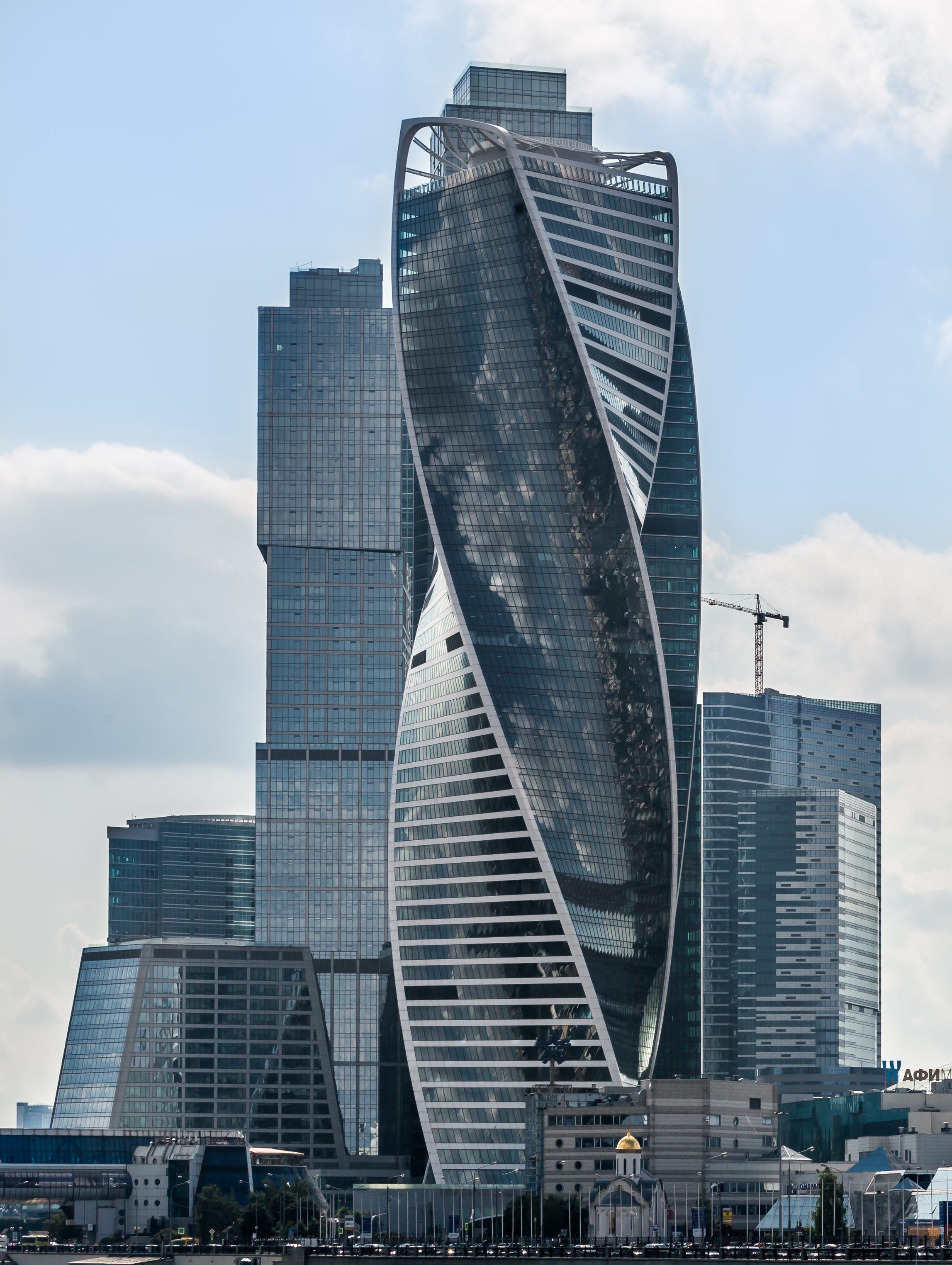
Evolution Tower à Moscou

## Quelques réalisations
- The Peninsula Bangkok Hotel, Bangkok, 1998
- Marina Heights Tower, Dubaï, Émirats arabes unis, 2006
- SEBA Tower, Dubaï, 2006
- Capital Gate, Abou Dabi, 2010
- Evolution Tower, Moscou, 2015
- Gate to the East, Suzhou, (Chine), 2015
- Zhuhai St. Regis Hotel & Office Tower, Zhuhai, Chine, 2017
- Lakhta Center, Saint-Pétersbourg, Russie, 2019